# Mnanje
Mnanje ist ein Verwaltungsbezirk (englisch Ward) des Distrikts Nanyumbu in der tansanischen Region Mtwara.

## Geografie
Mnanje liegt im Südosten von Tansania etwa 35 Kilometer Luftlinie östlich der Distrikthauptstadt Mangaka. Der Bezirk grenzt im Norden an Sululu, im Nordosten an Matawale, im Südosten an Nandete, im Südwesten an Maratani und im Nordwesten an Mikangaula. Bei der Volkszählung 2022 lebten 8476 Menschen in 2648 Haushalten auf einer Fläche von 130 Quadratkilometern.

## Gliederung
Der Bezirk besteht aus sechs Gemeinden (Mtaa) mit 33 Orten (Kitongoji):
| Ngupe - Majengo - Tandika - Bondeni Road - Kilimahewa - Sabasaba | Holola - Mashineni - Mnazimoja - Bombani - Shuleni - Kagera - Mkuti | Mikuva - Rahaleo - Mikuva - Mnazimoja - Ilala - Masasi - Nasindi - Chang'ombe - Kilimahewa - Kazamoyo | Chikunja II - Kazamoyo - Elimu - Kilimanihewa | Mnanje A - Mwinyi - Miembeni - Maendeleo - Mandela | Mnanje B - Bombambili - Kawawa - Mapinduzi - Karibuni - Umoja - Cheleweni |

## Wirtschaft und Infrastruktur
- Landwirtschaft: Im Jahr 2015 wurden im Bezirk 287 Rinder, 1020 Ziegen, 50 Schafe und 37 Schweine gehalten.[8]
- Bildung: Die Maratani Secondary School ist eine staatliche weiterführende Schule. Sie bildet Tagesschüler bis zur 4. Stufe aus.[9]
- Gesundheit: Im Mnanje befindet sich ein staatliches Gesundheitszentrum.[10]